# Lyle (Washington)
Lyle az Amerikai Egyesült Államok északnyugati részén, Washington állam Klickitat megyéjében elhelyezkedő statisztikai település. A 2010. évi népszámlálási adatok alapján 499 lakosa van.

## Történet
Az 1859 körül alapított település korábban a Klickitat Landing nevet viselte. Az első európai telepes az Ohióból ideérkező Egbert French, aki 1866-ban területét eladta James O. Lyle-nak.
Az első postamester Lyle lett; a küldeményeket a North Shore Railroad vasútvonalának megnyitásáig gőzhajóval szállították a településre. A helységet 1909-ben elköltöztették. 1941-ben Lyle-nak saját repülőtere volt.

## Éghajlat
A település éghajlata mediterrán (a Köppen-skála szerint Csb).
| Hónap                         | Jan.  | Feb.  | Már.  | Ápr. | Máj. | Jún. | Júl. | Aug. | Szep. | Okt. | Nov.  | Dec.  | Év    |
| ----------------------------- | ----- | ----- | ----- | ---- | ---- | ---- | ---- | ---- | ----- | ---- | ----- | ----- | ----- |
| Rekord max. hőmérséklet (°C)  | 20,0  | 20,6  | 26,7  | 35,0 | 41,7 | 42,2 | 43,9 | 42,8 | 40,6  | 32,2 | 22,2  | 18,9  | 43,9  |
| Átlagos max. hőmérséklet (°C) | 5,6   | 8,9   | 13,9  | 17,8 | 22,8 | 26,1 | 31,1 | 30,6 | 26,7  | 18,9 | 10,0  | 4,4   | 18,1  |
| Átlagos min. hőmérséklet (°C) | −0,6  | 0,0   | 2,8   | 5,6  | 9,4  | 12,8 | 15,6 | 15,6 | 11,1  | 5,6  | 1,7   | −1,1  | 6,6   |
| Rekord min. hőmérséklet (°C)  | −28,3 | −31,7 | −13,9 | −5,0 | −2,2 | 2,8  | 4,4  | 5,6  | −1,7  | −9,4 | −18,3 | −22,8 | −31,7 |
| Átl. csapadékmennyiség (mm)   | 64    | 46    | 29    | 20   | 18   | 13   | 4    | 6    | 12    | 25   | 54    | 64    | 355   |
| Forrás: The Weather Channel   |       |       |       |      |      |      |      |      |       |      |       |       |       |

## Népesség
A település népességének változása:
| Lakosok száma | 530  | 499  | 518  |
|               | 2000 | 2010 | 2020 |

## Fordítás
Ez a szócikk részben vagy egészben  a   Lyle, Washington című angol Wikipédia-szócikk ezen változatának fordításán alapul.  Az eredeti cikk szerkesztőit annak laptörténete sorolja fel. Ez a jelzés csupán a megfogalmazás eredetét és a szerzői jogokat jelzi, nem szolgál a cikkben szereplő információk forrásmegjelöléseként.